# Vaas met klaprozen
Vaas met klaprozen is een schilderij van de Nederlandse kunstschilder Vincent van Gogh. Het werd waarschijnlijk geschilderd in de zomer van 1886 kort na zijn aankomst te Parijs en toont, zoals wel meerdere van zijn stillevens, een vaas met bloemen.
Het schilderij werd in maart 2019 herkend als afkomstig van zijn hand. Een schilderij dat bijna 30 jaar lang was opgeslagen in een museumdepot in de Verenigde Staten bleek toen toch een echte Van Gogh. De twijfels die er waren zijn weggenomen na onderzoek door het Van Gogh Museum. Een onder de afbeelding op hetzelfde doek verborgen zelfportret wordt voor het bewijs gehouden.
Betreffend schilderij Vaas met klaprozen hing sinds de jaren '50 in het Wadsworth Atheneum Museum of Art in Hartford, Connecticut. In 1990 verdween het uit beeld omdat er getwijfeld werd aan de authenticiteit. Met inmiddels verder ontwikkelde onderzoeksmethoden besloot het museum het Van Gogh Museum in Amsterdam om een nieuw onderzoek te verzoeken.
Door röntgenonderzoek ontdekte Van Gogh-expert Louis van Tilborgh dat er onder het stilleven een verborgen zelfportret verscholen is. Uit geldgebrek gebruikte hij vaak doeken opnieuw. 
Uit het onderzoek bleek ook dat de gebruikte verf, het canvas en de schilderstijl overeenkomen met wat bekend is van Van Gogh. 